# Alexis Frederic Marí Malonda
Alexis Frederic Marí Malonda, també conegut com a Alexis Marí (València, 18 de juliol de 1972) és un polític valencià, diputat a les Corts Valencianes en la IX legislatura.

## Biografia
Nascut a València, té doble nacionalitat (francesa i espanyola). És fill de Jacques Marí, d'origen francès nascut a Algèria, i té 3 fills que també tenen doble nacionalitat. Ha treballat en les FCSE i com a Director de Seguretat. És a més professor de seguretat pública i privada. Té amplis estudis en seguretat pública i privada, criminologia, i és expert en matèries com a delinqüència juvenil, violència de gènere, administracions públiques i delinqüència, polítiques de seguretat comuna i cooperació policial i judicial en la Unió Europea i maltractament infantil.

## Trajectòria política
De pare amb idees conservadores i mare d'ideals socialdemòcrates. S'ha definit en els mitjans com a “liberal”. S'ha mostrat clarament enfrontat al nacionalisme i independentisme en les seves manifestacions públiques. Especialment dur en les seves manifestacions contra els responsables públics dels governs del PSOE i del PP per la política penitenciària duta a terme amb els presos d'ETA i el seu entorn. Va militar des de 2011 a Unió, Progrés i Democràcia exercint funcions en el grup de treball d'Interior, i en febrer de 2014 va guanyar les eleccions primàries al Consell Territorial d'UPyD a la Comunitat Valenciana, per la qual cosa es va proclamar Coordinador Territorial.
A aquestes eleccions es va enfrontar a Toni Cantó, superant-lo contra el pronòstic que assenyalaven els mitjans de comunicació social a l'actor com a guanyador del procés. Des d'aquell moment va encapçalar una disputa interna amb part del Consell de Direcció del partit per diverses raons tant ideològiques com d'organització, encara que especialment ideològiques.
L'agost de 2014 i després d'una entrevista en la qual es va posicionar clarament en suport al professor Francisco Sosa Wagner qui defensava la possibilitat d'unir UPyD amb Ciutadans - Partit de la Ciutadania. Marí ja es va mostrar partidari d'aquesta unió des de la intervenció del filòsof i afiliat a UPyD Fernando Savater al II Congrés d'UPyD celebrat l'1 de novembre de 2013 a Madrid. Posteriorment es va comprometre amb Moviment Ciutadà i van ser visibles les seves mostres de suport a aquest projecte en els mesos posteriors. A l'octubre de 2014 mitjançant roda de premsa va anunciar la seva sortida d'UPyD. incorporant-se un mes després a Ciutadans - Partit de la Ciutadania.
Va ser nomenat Director de Campanya Electoral per a les eleccions autonòmiques i locals de 24 de maig de 2015. Va ser elegit mitjançant primàries candidat número 2 a les Corts Valencianes amb un suport indiscutible i fou elegit diputat a les eleccions a les Corts Valencianes de 2015. i portaveu de Ciutadans a les Corts Valencianes.
Més tard, el 22 de juny de 2017 es va donar de baixa de Ciutadans junt a 3 diputats de les Corts Valencianes: Alberto García Salvador, David de Miguel i Domingo Rojo. Tots ells passaren a ser diputats no adscrits. Els 4 exdiputats de Ciutadans es fan dir grup Agermanats.